# A'dam - E.V.A.
A'dam - E.V.A. is een Nederlandse televisieserie waarvan de eerste aflevering in maart 2011 werd uitgezonden.
De serie laat zeer veel verhaallijnen en gebeurtenissen zien die met elkaar verweven zijn. De hoofdpersonen zijn Adam de Heer, gespeeld door Teun Luijkx, die net vanuit Zeeland in Amsterdam is komen wonen en zijn buurvrouw Eva van Amstel, gespeeld door Eva van de Wijdeven.

## Titel
De titel verwijst naar de hoofdpersonen Adam en Eva, gelijknamig met de eerste mensen volgens de Bijbel. Het betekent tevens Amsterdam en vele anderen, een verwijzing naar de locatie van het verhaal en het thema van de serie: iedereen is op verschillende manieren met veel mensen verbonden.

## Rolverdeling
| Acteur                 | Personage             | Seizoen | Seizoen | Seizoen |
| Acteur                 | Personage             | 1       | 2       | 3       |
| ---------------------- | --------------------- | ------- | ------- | ------- |
| Teun Luijkx            | Adam de Heer          | 8 afl.  | 8 afl.  | 8 afl.  |
| Eva van de Wijdeven    | Eva van Amstel        | 8 afl.  | 8 afl.  | 8 afl.  |
| Urmie Plein            | Dolores de Vroom      | 8 afl.  | 6 afl.  | 7 afl.  |
| Rick Paul van Mulligen | Harm-Jan Nelissen     | 8 afl.  | 8 afl.  | 8 afl.  |
| Sanne den Hartogh      | Timo Bokkema          | 5 afl.  | 7 afl.  | 7 afl.  |
| Rutger Remkes          | Jerom Smit            |         | 5 afl.  | 8 afl.  |
| Shahine El-Hamus       | Mingus                |         |         | 8 afl.  |
| Susan Radder           | Patty                 |         |         | 8 afl.  |
| Pauline Greidanus      | Susanne van Amstel    | 2 afl.  | 4 afl.  | 7 afl.  |
| Guusje Eijbers         | Astrid van Amstel     | 3 afl.  | 3 afl.  | 3 afl.  |
| Aus Greidanus          | Pieter van Amstel     | 2 afl.  | 3 afl.  |         |
| Mieneke Bakker         | Cornélie de Heer      | 3 afl.  | 2 afl.  | 2 afl.  |
| Thijs Roovers          | Herman de Heer        | 2 afl.  | 1 afl.  | 2 afl.  |
| Jelle de Jong          | Gijsbrecht van Amstel | 3 afl.  |         |         |
| Ronald Top             | Jasper de Keijzer     | 3 afl.  |         |         |
| Kiki van Deursen       | Alma Schuller         |         | 3 afl.  |         |
| Zoé van Weert          | Emanuelle             |         |         | 1 afl.  |

## Afleveringen en kijkcijfers

### Seizoen 1 (2011)
| Afl.  | Titel             | Zender      | Uitzenddatum | Kijkcijfers |
| ----- | ----------------- | ----------- | ------------ | ----------- |
| 1 (1) | De eerste maandag | Nederland 2 | 06-03-2011   | 927.000     |
| 2 (2) | Koninginnekoorts  | Nederland 2 | 13-03-2011   | 937.000     |
| 3 (3) | IJsheiligen       | Nederland 2 | 20-03-2011   | 847.000     |
| 4 (4) | Openbare werken   | Nederland 2 | 27-03-2011   | 741.000     |
| 5 (5) | De harmonie       | Nederland 2 | 03-04-2011   | 703.000     |
| 6 (6) | Nachtschade       | Nederland 2 | 10-04-2011   | 405.000     |
| 7 (7) | Paradise lost     | Nederland 2 | 17-04-2011   | 558.000     |
| 8 (8) | Hamsterdam        | Nederland 2 | 24-04-2011   | 440.000     |

### Seizoen 2 (2014)
| Afl.   | Titel               | Zender | Uitzenddatum | Kijkcijfers |
| ------ | ------------------- | ------ | ------------ | ----------- |
| 1 (9)  | Valentijn           | NPO 3  | 09-11-2014   | 742.000     |
| 2 (10) | Kraamtranen         | NPO 3  | 16-11-2014   | 713.000     |
| 3 (11) | Voorjaarsschoonmaak | NPO 3  | 23-11-2014   | 564.000     |
| 4 (12) | Godenzonen          | NPO 3  | 30-11-2014   | 620.000     |
| 5 (13) | Curriculum vitae    | NPO 3  | 07-12-2014   | 651.000     |
| 6 (14) | Nut en Genoegen     | NPO 3  | 14-12-2014   | 670.000     |
| 7 (15) | Dam tot Dam         | NPO 3  | 21-12-2014   | 437.000     |
| 8 (16) | Nieuw-Zeeland       | NPO 3  | 28-12-2014   | 466.000     |

### Seizoen 3 (2016)
| Afl.            | Titel                              | Zender | Uitzenddatum | Kijkcijfers |
| --------------- | ---------------------------------- | ------ | ------------ | ----------- |
| 1 (17)          | Het mirakel van Amsterdam          | NPO 3  | 06-11-2016   | 297.000     |
| 2 (18)          | Kermiskinderen                     | NPO 3  | 13-11-2016   | 422.000     |
| 3 (19)          | Brand in Mokum                     | NPO 3  | 20-11-2016   | 376.000     |
| 4 (20)          | Erflaters                          | NPO 3  | 27-11-2016   |             |
| 5 (21)          | Zaailingen                         | NPO 3  | 04-12-2016   | 322.000     |
| 6 (22)          | Free Riders                        | NPO 3  | 11-12-2016   | 414.000     |
| 7 & 8 (23 & 24) | Grande Finale: Sail & Chaostheorie | NPO 3  | 18-12-2016   | 378.000     |

## Prijzen
- Festival de la Fiction TV (13e editie 2011 La Rochelle): beste internationale dramaproductie
- 2017: De televisieprijs De tv-beelden in de categorie Beste regie voor een dramaserie.

## Themanummer
Het themanummer 'Ik kan blijven kijken', oorspronkelijk van Peter Beense, wordt elke aflevering door een andere artiest uitgevoerd. Het nummer is uitgevoerd door onder meer:
- Teun Luijkx & Diggy Dex
- Willeke Alberti
- Anneke van Giersbergen
- Kaz Lux
- Huub van der Lubbe
- Paul de Leeuw - Aangepaste tekst over Rotterdam
- Theo Nijland
- Beemster Fanfare
- Wouter Hamel - Can't Keep My Eyes off of You
- Carles Denia - Mi Ojos Te Quieren Mirar
- The 420s - Sei Sempre Più Bella
- Anas Soudfa - Dima Fe Lbal
- Parne Gadje - Numa Pe Tute